# Frontonas
Frontonas ist eine französische Gemeinde mit 2.116 Einwohnern (Stand: 1. Januar 2022) im Département Isère in der Region Auvergne-Rhône-Alpes. Sie gehört zum Arrondissement La Tour-du-Pin und im Kanton La Verpillière. Die Einwohner werden Frontonois genannt.

## Geographie
Die Gemeinde Frontonas liegt am Südabhang des Plateau de Crémieu, einer Landschaft südlich und innerhalb des großen Rhônebogens, etwa 25 Kilometer ostsüdöstlich von Lyon. Umgeben wird Frontonas von den Nachbargemeinden Chamagnieu im Nordwesten und Norden, Panossas im Norden und Nordosten, Saint-Marcel-Bel-Accueil im Osten, L’Isle-d’Abeau im Südosten, Vaulx-Milieu im Süden, Villefontaine im Süden und Südwesten, La Verpillière im Südwesten und Westen sowie Saint-Quentin-Fallavier im Westen.

## Bevölkerungsentwicklung
| Jahr                       | 1962 | 1968 | 1975 | 1982 | 1990 | 1999 | 2006 | 2012 | 2021 |
| -------------------------- | ---- | ---- | ---- | ---- | ---- | ---- | ---- | ---- | ---- |
| Einwohner                  | 757  | 711  | 927  | 1129 | 1379 | 1714 | 1812 | 1956 | 2109 |
| Quellen: Cassini und INSEE |      |      |      |      |      |      |      |      |      |

## Sehenswürdigkeiten

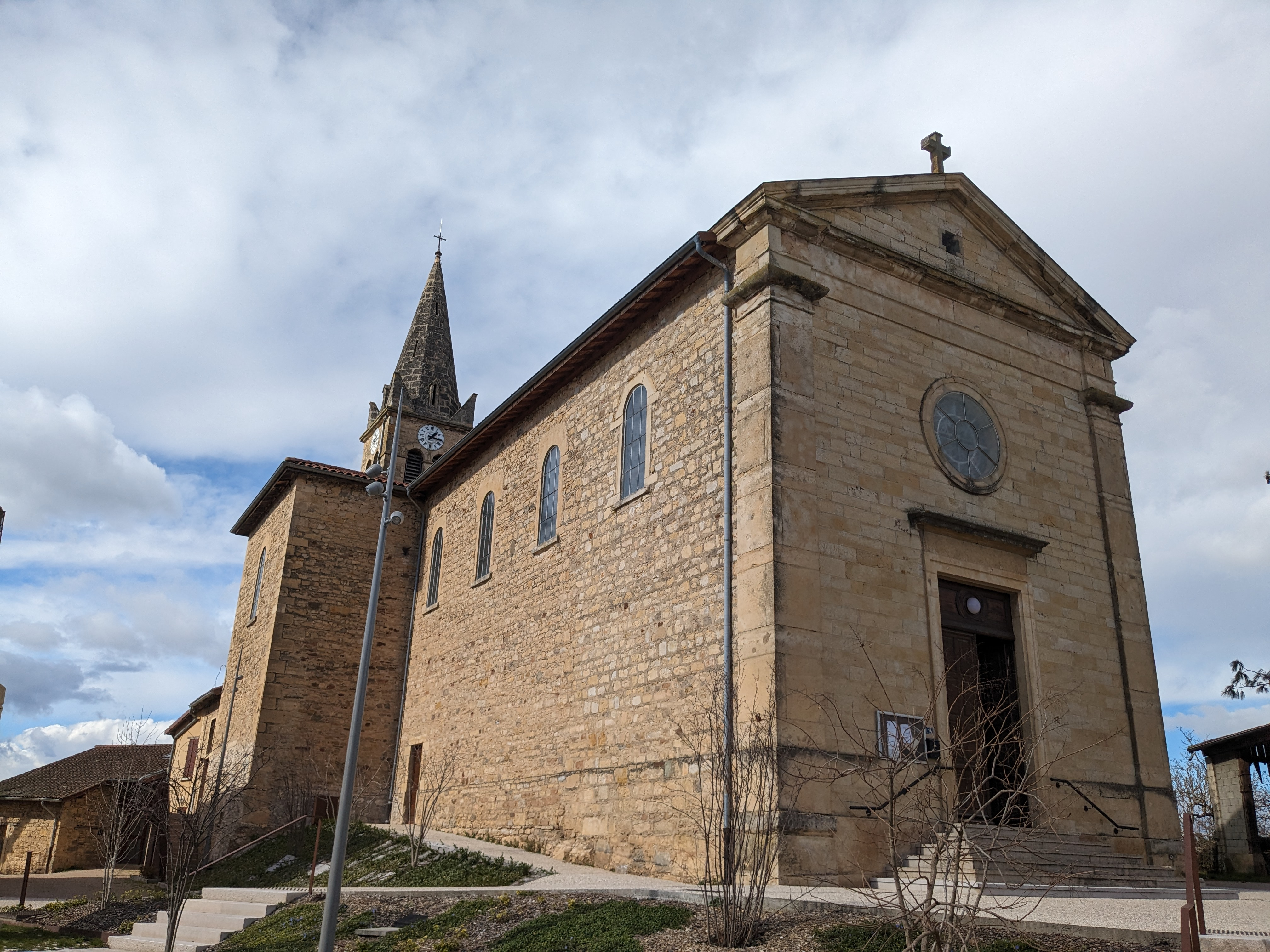
Kirche Saint-Julien
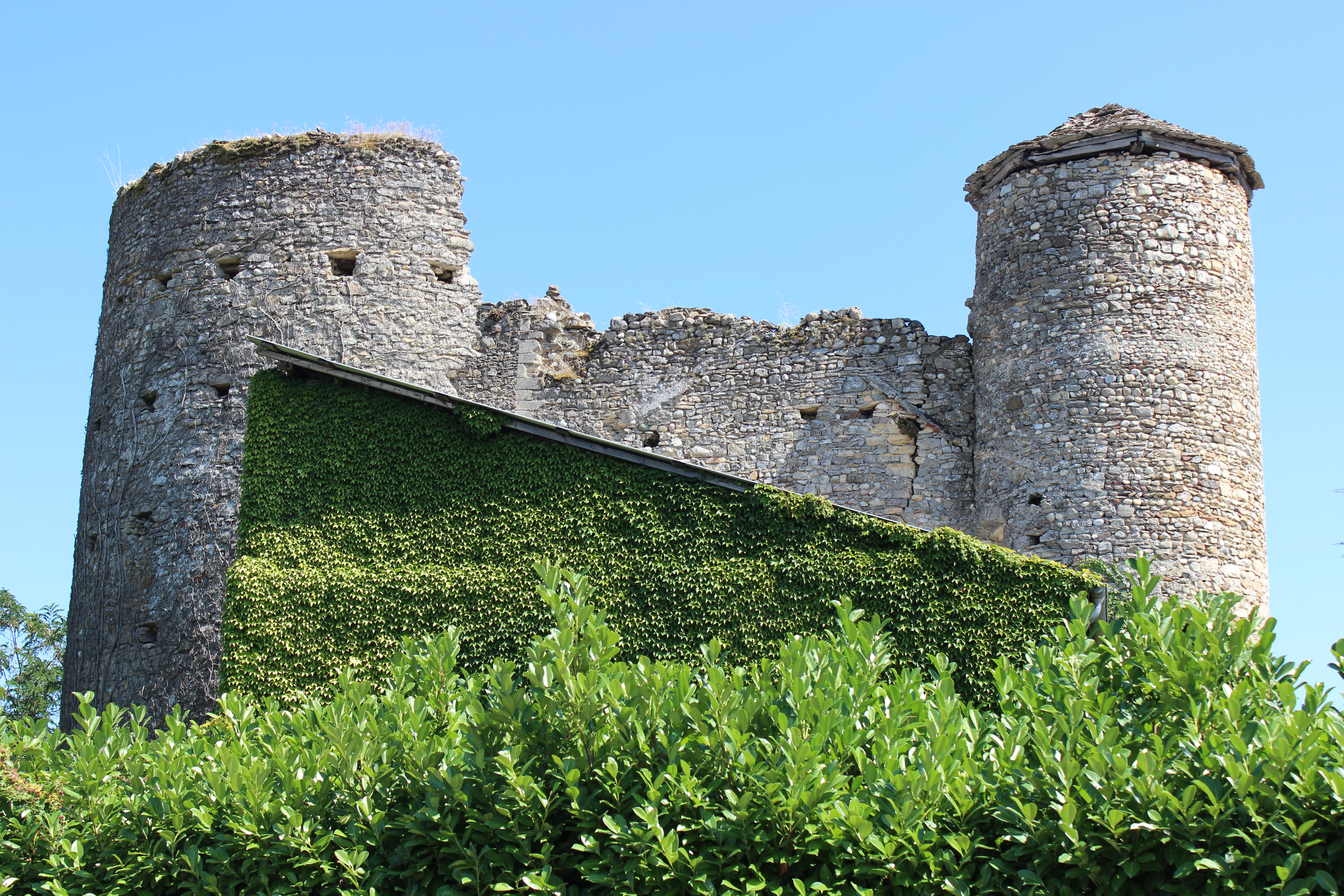
Burg Certeau
- Schloss Saint-Julien
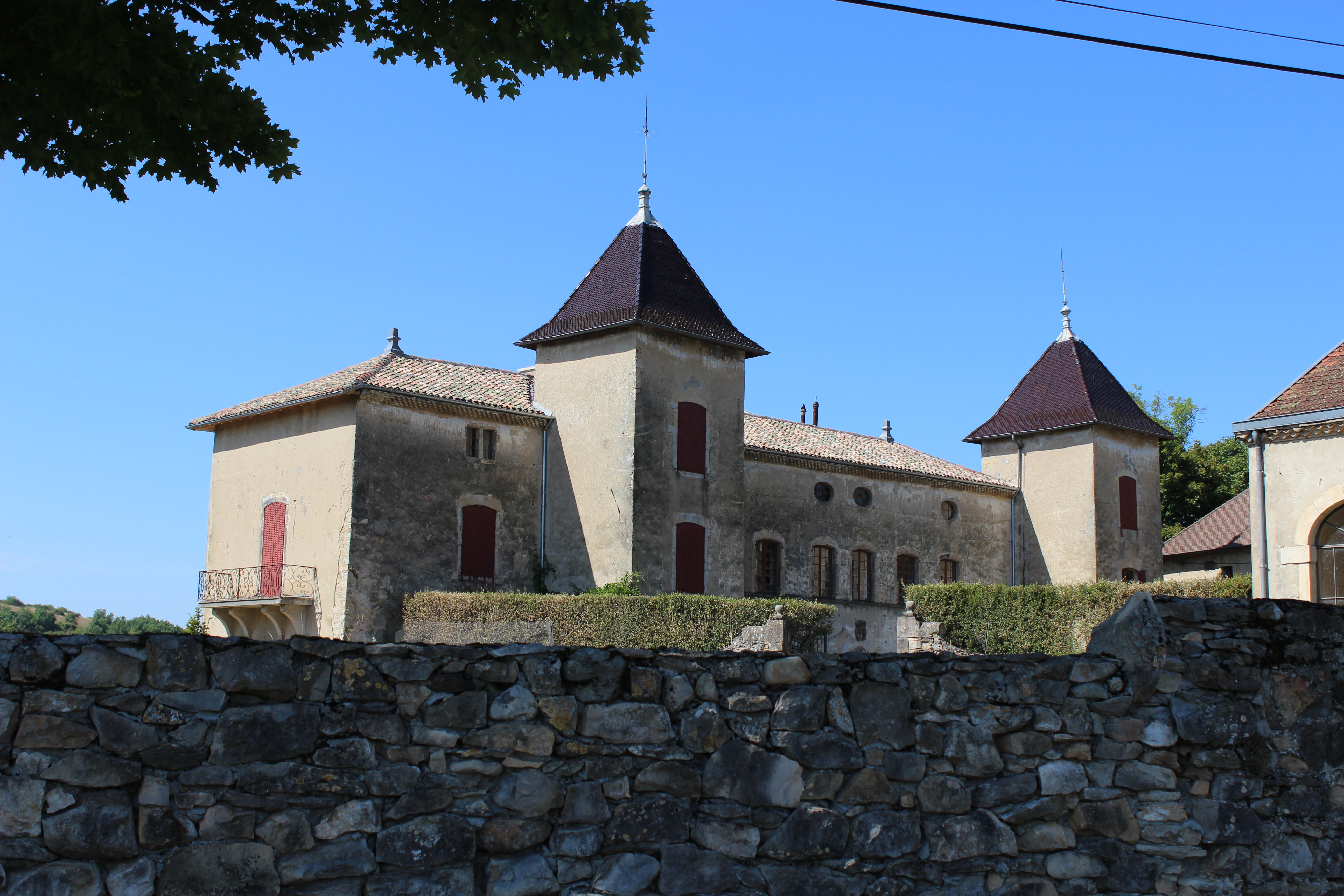
Schloss La Tour
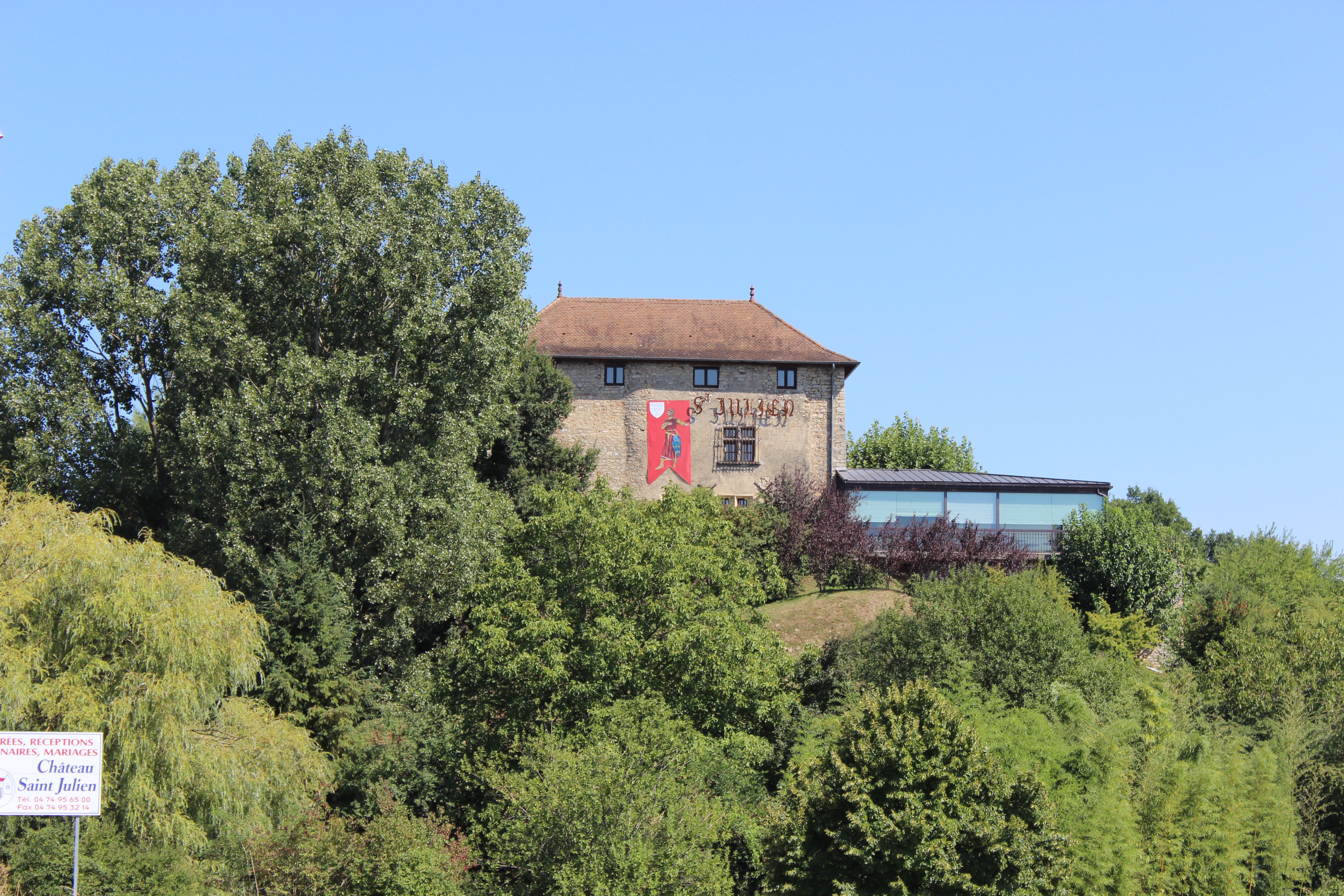
Schloss Saint-Julien
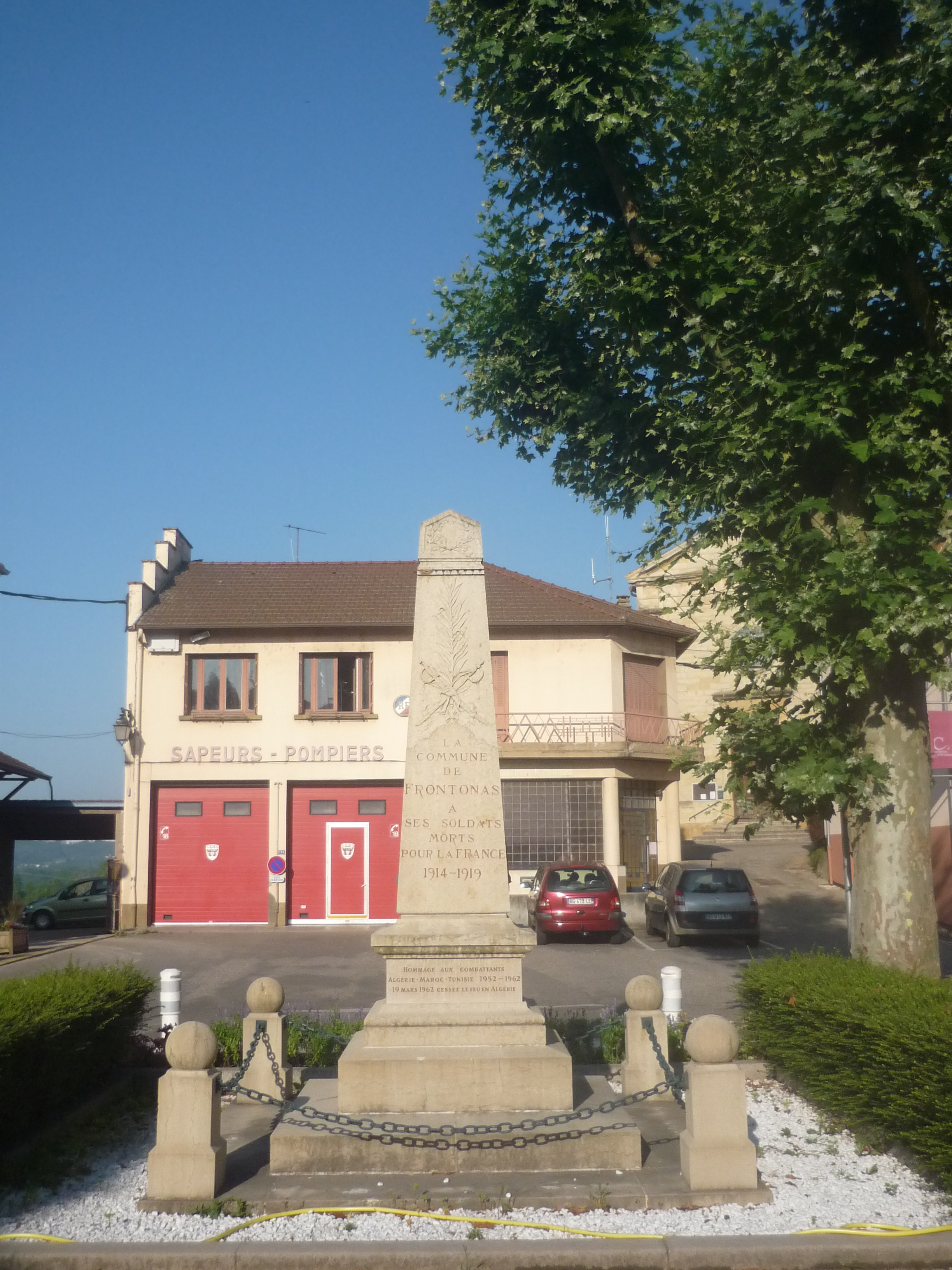
Gefallenendenkmal

- Kirche Saint-Julien
- Burg Certeau
- Schloss La Tour
- Schloss Saint-Julien
- Gefallenendenkmal